# ベートーヴェンの三大ピアノソナタ
ベートーヴェンの三大ピアノソナタ（ベートーヴェンのさんだいピアノソナタ）は、ベートーヴェンが作曲したピアノソナタのうち、特に有名な3作を指す名称である。
以下、「三大ソナタ」と記述する。
現代では以下の3曲を指すことが普通である。
- ピアノソナタ第8番「悲愴」
- ピアノソナタ第14番「月光」
- ピアノソナタ第23番「熱情」

さらに次の曲のうちいくつかを加えて「ベートーヴェンの○大ピアノソナタ」と呼ぶことや、または上記3曲のうち1曲と入れ替えられることも稀にある。
- ピアノソナタ第21番「ヴァルトシュタイン」
- ピアノソナタ第17番「テンペスト」
- ピアノソナタ第26番「告別」

## 名称について
「三大ソナタ」と呼ばれる理由は作品の評価などとは無関係で、レコード会社の販売戦略が始まりとも言われる。当時のLPレコードに収録可能な曲であり、かつ人目を引きやすい表題の付いている曲から選ばれた。

## 後期三大ピアノソナタ
以下の3曲は、ベートーヴェンのピアノソナタ32曲のうちの最後に作曲されたものであり、作風は前の3曲のような前期から中期のものとはやや異なり、ベートーヴェンの後期の内容的に円熟した孤高の音楽となっている。この3曲を「三大ソナタ」とは別に「ベートーヴェンの後期三大ピアノソナタ」と呼ぶことがある。
- ピアノソナタ第30番
- ピアノソナタ第31番
- ピアノソナタ第32番

また、後期三大ピアノソナタに以下の2曲を加えて「ベートーヴェンの後期五大ピアノソナタ」とすることもある。
- ピアノソナタ第28番
- ピアノソナタ第29番（ハンマークラヴィーア）